# Eric Mueller
Eric Mueller (Kansas City, 6 de noviembre de 1970) es un deportista estadounidense que compitió en remo.
Participó en los Juegos Olímpicos de Verano, obteniendo una medalla de plata en Atlanta 1996, en la prueba de cuatro scull, y el quinto lugar en Sídney 2000 (cuatro sin timonel). Ganó una medalla de bronce en el Campeonato Mundial de Remo de 2002, en el ocho con timonel.

## Palmarés internacional
| Juegos Olímpicos   | Juegos Olímpicos         | Juegos Olímpicos  | Juegos Olímpicos |
| Año                | Lugar                    | Medalla           | Prueba           |
| ------------------ | ------------------------ | ----------------- | ---------------- |
| 1996               | Atlanta (Estados Unidos) | Medalla de plata  | Cuatro scull     |
| Campeonato Mundial |                          |                   |                  |
| Año                | Lugar                    | Medalla           | Prueba           |
| 2002               | Sevilla (España)         | Medalla de bronce | Ocho con timonel |